# Schitu (gmina w okręgu Giurgiu)
Schitu – gmina w Rumunii, w okręgu Giurgiu. Obejmuje miejscowości Bila, Cămineasca, Schitu i Vlașin. W 2011 roku liczyła 1985 mieszkańców. 